# Жабраилов, Шамхан Лукманович
Шамхан Лукманович Жабраилов (1998, Махачкала, Дагестан, Россия) — российский и молдавский борец вольного стиля, член сборной Молдавии. По национальности чеченец.

## Карьера
Является воспитанником школы махачкалинского «Динамо». В сборной Молдавии тренируется у Д. Аворника в Кишинёве. В сентябре 2018 года на чемпионате мира среди юниоров в Словакии занял третье место. В октябре 2019 года на международный турнир по вольной борьбе на призы Юсупа Абдусаламова, который прошёл в Ботлихе, занял третье место.

## Спортивные результаты
- Чемпионат Европы по борьбе среди юниоров 2017 — ;
- Чемпионат мира по борьбе среди юниоров 2018 — ;
- Чемпионат Европы по борьбе 2019 — 12;
- Европейские игры 2019 — 12;
- Индивидуальный кубок мира по борьбе 2020 — 10;
- Чемпионат Европы по борьбе 2021 — 10;

## Семья
- Жабраилов, Лукман Зайнайдиевич — отец, тренер, чемпион и призёр чемпионатов СССР, призёр чемпионата Европы, чемпион мира, обладатель Кубка мира, мастер спорта СССР международного класса.
- Жабраилов, Алихан Лукманович (1994) — старший брат, борец вольного стиля, выступает за сборную команду России.
- Жабраилов, Эльмади Зайнайдиевич (1965) — дядя, советский и казахский борец, серебряный призёр Олимпийских игр, чемпион мира и Европы.